# Stadtbibliothek Mannheim

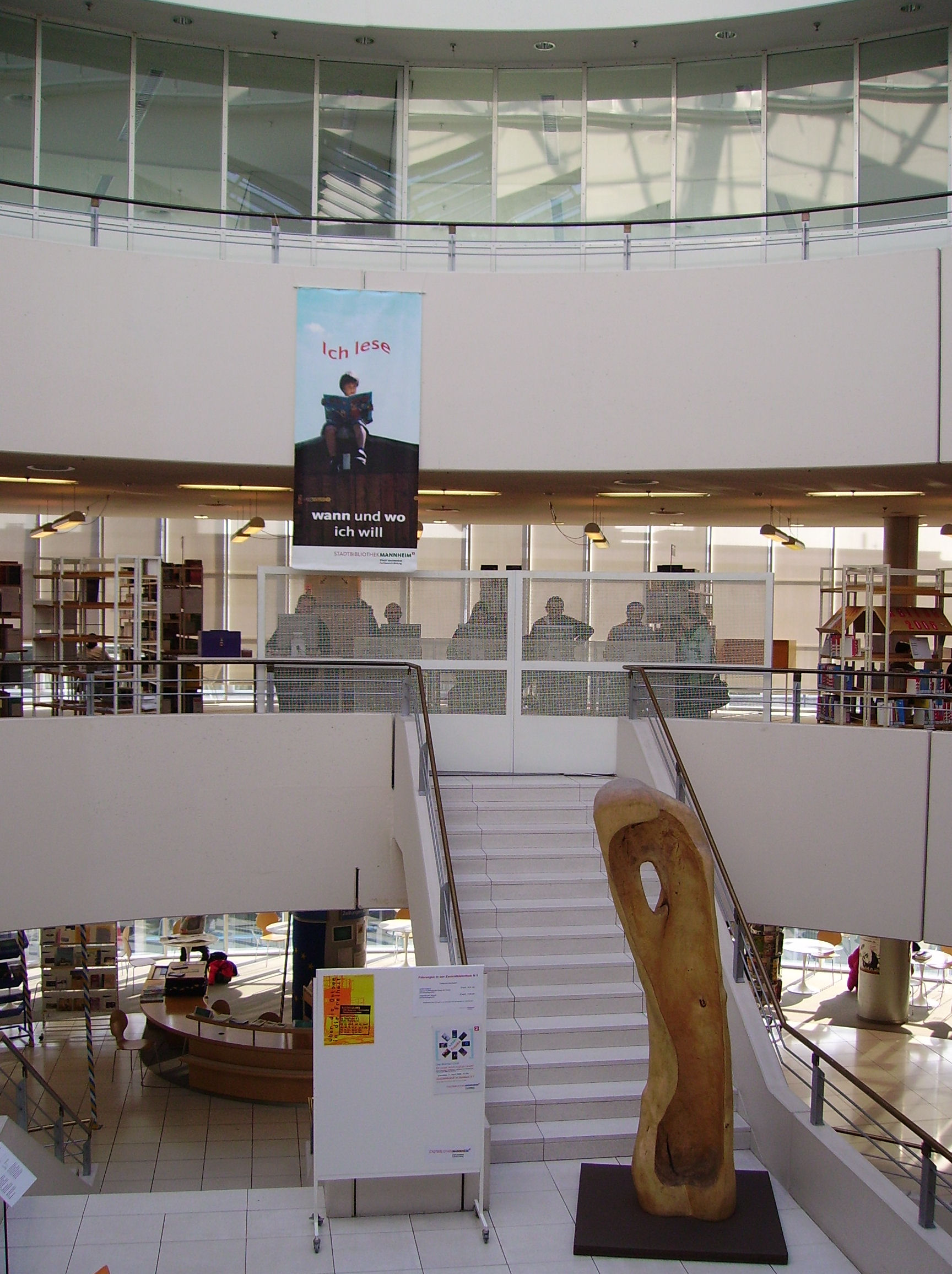
Zentralbibliothek im Stadthaus

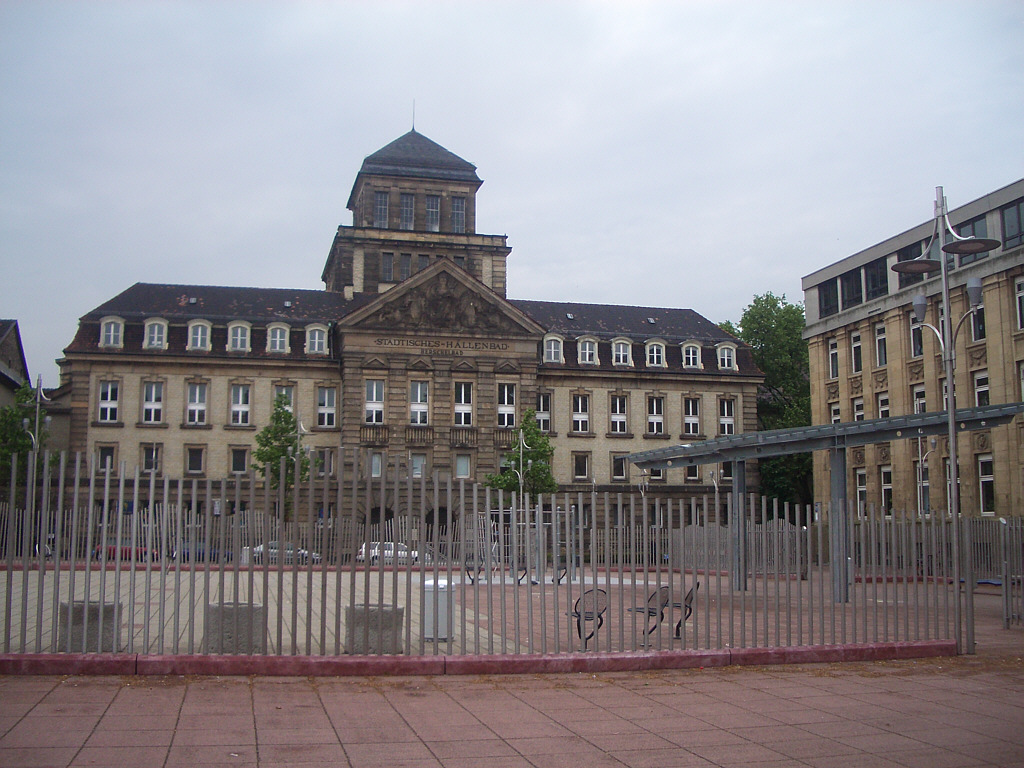
Herschelbad, 1916–1961 Heimat der Stadtbücherei

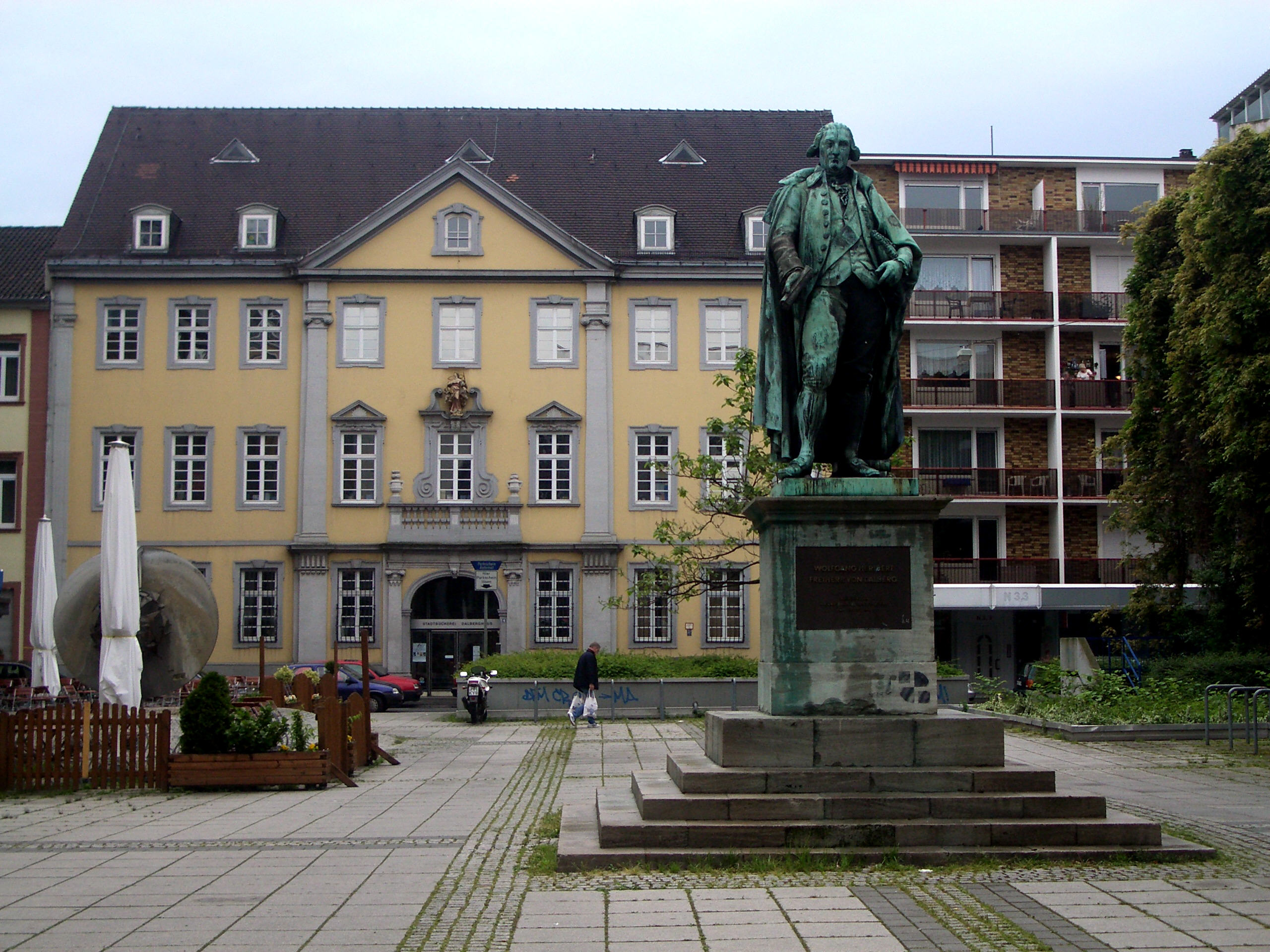
Dalberghaus, heute Sitz von Musikbibliothek und Kinder- und Jugendbibliothek

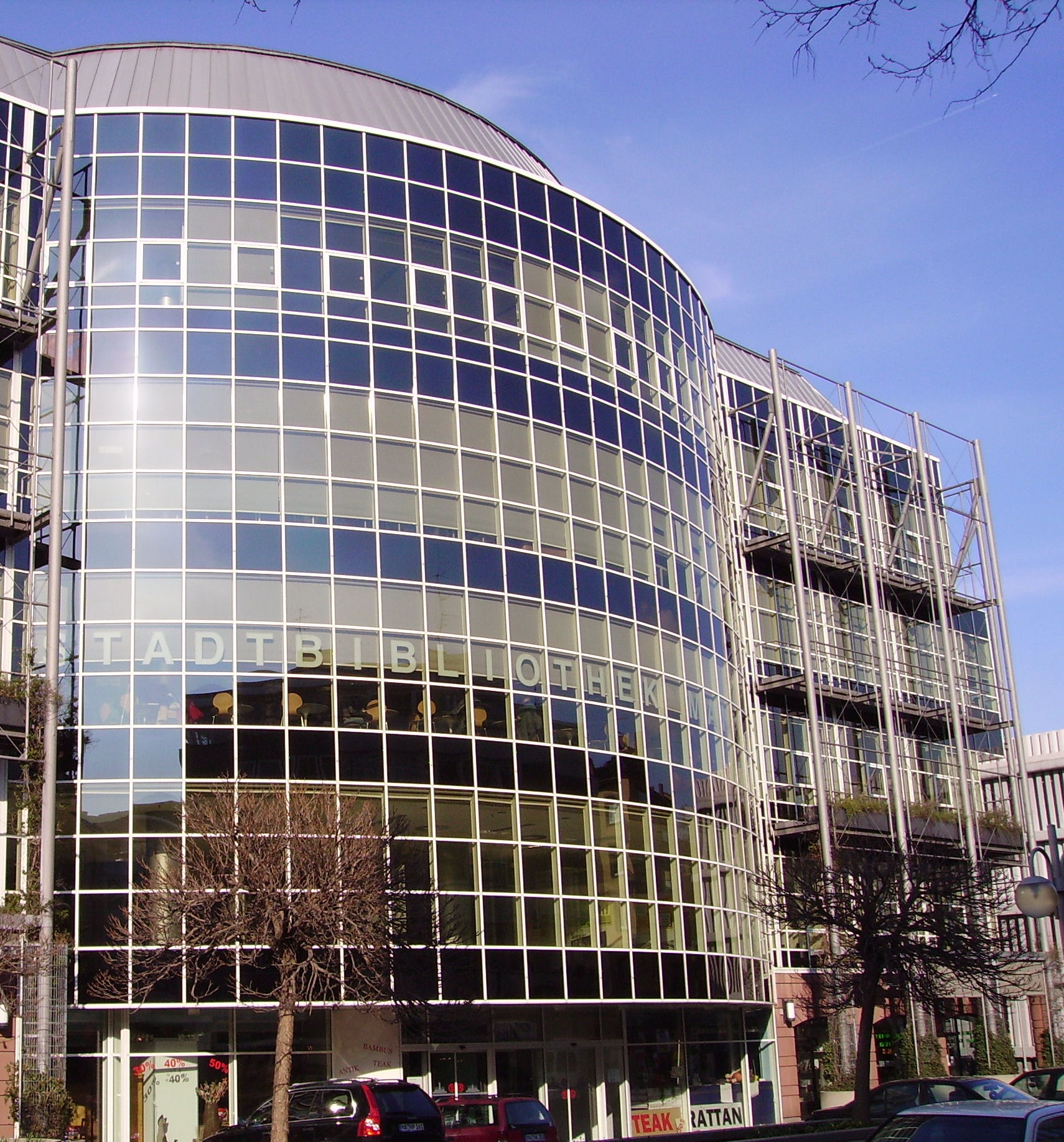
Rückansicht des Stadthauses

Die Stadtbibliothek Mannheim ist die öffentliche Bibliothek der Stadt Mannheim. Sie besitzt etwa 415.000 Medieneinheiten. Mit mehr als 700.000 Besuchern pro Jahr zählt sie zu den publikumsträchtigsten Einrichtungen der Stadt.

## Organisation und Bestände
Die Stadtbibliothek gliedert sich in die Zentralbibliothek im Mannheimer Stadthaus, die Musikbibliothek und die Kinder- und Jugendbibliothek im Dalberghaus sowie Zweigstellen in den Stadtteilen Feudenheim, Friedrichsfeld, Herzogenried, Käfertal, Neckarau, Neckarstadt-West, Rheinau, Sandhofen, Schönau, Seckenheim und Vogelstang. Die Mobile Bibliothek versorgt die übrigen Stadtteile mit einem Bücherbus.
Insgesamt stehen in der Stadtbibliothek mehr als 410.000 Medien zur Verfügung, darunter alleine in der Zentralbibliothek im Stadthaus 137.000, davon 33.000 Schöne Literatur, 87.000 Sach- und Fachbücher, 6.900 AV-Medien und 180 Zeitungen- und Zeitschriftenabonnements. Die Zweigstellen haben zwischen 8.000 und 25.000 Medien. Zusätzlich werden 60 PCs mit Internet-Zugang bereitgestellt.
Im Zwei-Jahres-Rhythmus wird der Feuergriffel vergeben, ein dreimonatiges Stadtschreiberstipendium für Kinder- und Jugendliteratur.
Die Musikbibliothek hat rund 40.000 Medien, darunter Bücher, Noten, Zeitschriften, CDs, DVDs, CD-ROMs und Schallplatten. Sondersammelgebiete sind Mannheimer Schule, Mannheimer Musik und Komponistinnen. Außerdem befindet sich hier ein Teil des Nachlasses von Theodore Spiering.
Die Stadtbibliothek wird durch elf Fördervereine unterstützt. Insbesondere die Stadtteilbibliotheken werden von ehrenamtlich tätigen Bürgern getragen.

## Geschichte

### Stadtbibliothek
Die älteste erhaltene Büchersammlung geht auf die Verlegung der Residenz der Kurfürsten von der Pfalz von Heidelberg nach Mannheim 1720 zurück. Bei der Zerschlagung der Kurpfalz 1803 wurde der größte Bestand allerdings nach München verbracht. Einen weiteren tiefen Einschnitt gab es, als 1857 zahlreiche Bücher an die Badische Hofbibliothek in Karlsruhe abgegeben werden mussten. Die im Mannheimer Schloss untergebrachte Bibliothek besaß um 1900 60.000 Bände und hatte neben den Restbeständen der pfälzischen Hofbibliothek die ehemalige Bibliothek der Mannheimer Jesuiten und aus Nachlässen die Bücher mehrerer bibliophiler Sammler. Ab 1869 wurde sie als Öffentliche Bibliothek geführt. Später war sie die städtische wissenschaftliche Bibliothek und ging dann in der Universitätsbibliothek Mannheim auf.
Zur Förderung der Volksbildung initiierte Oberbürgermeister Otto Beck die Gründung einer weiteren Bibliothek, die breite Schichten ansprechen sollte. Sie wurde als Verein organisiert, erhielt aber städtische Zuschüsse. Ihre Einrichtung 1895 begründete die heutige Stadtbibliothek. Zunächst im Schulhaus bei der Konkordienkirche im Quadrat R2 untergebracht, zog sie 1916 in den repräsentativen Neubau des Herschelbads. 1922 löste sich der Verein wegen finanzieller Probleme auf und die Volksbibliothek wurde von der Stadt übernommen. In der Schwetzingerstadt wurde 1931 erstmals eine Filiale mit Freihandaufstellung eröffnet. Einen Einschnitt gab es in der Zeit des Nationalsozialismus. Ab 1933 wurden die Bücher von jüdischen und „marxistisch geprägten“ Autoren aus dem Bestand entfernt. Auch von den Zerstörungen des Zweiten Weltkriegs blieb die Bücherei nicht verschont. Insgesamt verloren die Volksbücherei und die Musikbücherei 38.000 Bände.
Im folgenden Wiederaufbau wurden nun planmäßig in den Stadtteilen Zweigstellen errichtet. Ab 1951 fuhr auch ein Bücherbus. Die Hauptstelle konnte 1961 das wiederhergestellte Dalberghaus beziehen. Der Buchbestand und die Anzahl der Leser wuchsen weiter, so dass sie 1991 im neuen Stadthaus am Paradeplatz untergebracht wurde. Zugleich begannen aber aufgrund der angespannten Haushaltslage der Stadt Mannheim auch Einsparmaßnahmen. Ein Teil der Zweigstellen wurde geschlossen und in anderen konnte eine Schließung nur verhindert werden, weil ehrenamtlich Tätige den Personalabbau auffingen. 2007 wurde die Metropol-Card eingeführt, die die Ausleihe in den Stadtbibliotheken Mannheim und Ludwigshafen ermöglicht. Seit 2009 wurde das Angebot auf die Stadtbibliotheken in Frankenthal und Speyer sowie auf die Gemeindebücherei in Brühl ausgeweitet.
Im Jahr 2018 stimmte der Gemeinderat mit großer Mehrheit für einen Neubau der Stadtbibliothek auf dem Quadrat N2, in den auch Musikbibliothek und Kinder- und Jugendbibliothek aus N3 einziehen sollen. Zum Zeitpunkt der Abstimmung ging man von einem Kostenrahmen von 33 Millionen Euro und einem Umzug im Jahr 2023 aus. Im Jahr 2021 wurde klar, dass mit einer Umsetzung nicht vor 2026 gerechnet werden kann.

### Bernhard-Kahn-Lesehalle
1903 gründete sich in Mannheim der Verein für Volksbildung. 1905 vermachte die Witwe von Altstadtrat Bernhard Kahn dem Verein 60.000 Mark, der im Jahr darauf im Stadtteil Neckarstadt eine Volkslesehalle eröffnete. Die erste Leiterin war Berta Hirsch. Auch für den bereits 1910 notwendigen Erweiterungsbau und den Betrieb stiftete die Familie Kahn, insbesondere der in New York lebende Otto Hermann Kahn, bis 1933 regelmäßig Geld. Im Zuge der „Gleichschaltung“ gliederten die Nationalsozialisten die Lesehalle als Zweigstelle an die Volksbücherei an und tilgten den Namen Bernhard Kahn. 1943 wurde das Gebäude während eines Bombenangriffs komplett zerstört. Die Stadt eröffnete 1952 in der Neckarstadt eine Jugendbücherei, die zwei Jahre später zur vollwertigen Zweigstelle ausgebaut wurde. 1971 zog sie wieder an ihren alten Standort und seit 1973 erinnert der Name „Bernhard-Kahn-Bücherei“ wieder an die Stifterfamilie.

### Musikbibliothek
Den Anstoß für eine Musikbibliothek gab ein Vortrag in der Musikhochschule des Musikschriftstellers und Kulturphilosophen Paul Marsop, der als Gründervater von zwei Dutzend derartiger Einrichtungen gilt. Bereits im Januar 1914 konnte die als Bürgerstiftung organisierte musikalische Volksbibliothek mit städtischer Unterstützung eröffnet werden. 1930 richtete sie als erste in Deutschland ein Schallplattenarchiv ein. Drei Jahre später wurde sie von der Stadt übernommen, blieb aber eine eigenständige Organisationseinheit. Während eines Bombenangriffs verlor sie 1943 alle ihre Bestände. 1950 wurde die Musikbibliothek, nun als Abteilung der Stadtbücherei, wiedereröffnet. Ab 1960 wurde die Sammlung Mannheimer Schule aufgebaut, ab den 1970ern die Mannheimer Musikgeschichte ab 1800 und ab 1981 die Sondersammlung Komponistinnen.

### Kinder- und Jugendbibliothek
Bereits in der 1906 eröffneten Bernhard-Kahn-Lesehalle gab es zwei Kinderlesezimmer, damals ein Novum in Deutschland. 1929 richtete die Stadt im Lameyhaus in R7 eine Jugendbücherei ein. Die Zielgruppe waren die 10- bis 16-jährigen Kinder. Auch diese Bücherei wurde 1943 komplett zerstört. Nach dem Zweiten Weltkrieg wurde darauf geachtet, dass die neuen Zweigstellen in den Stadtteilen eigene Kinder- und Jugendabteilungen erhielten, um eine wohnortnahe Versorgung zu gewährleisten. Die zentrale Kinder- und Jugendbibliothek verblieb nach dem Auszug der Zentralbibliothek 1991 im Dalberghaus und konnte ihre Räumlichkeiten erweitern.